# مسجد علي الروبي
مسجد وضريح الشيخ علي الروبى هو مسجد تاريخي يقع في محافظة الفيوم.

## وصفه
يتكون المسجد من مستطيل يحتوى على أربعة صفوف من الأعمدة تقسم المسجد إلى خمسة أروقة تعلوها عقود مدببة فوقها سقف خشبى.
أما الضريح فعبارة عن قاعدة مربعة الشكل مبنية بالآجر ولها بابان، ويتوسط كل ضلع من أضلاع المربع عمود من الرخام يحمل كل منها عقدين. وقد حول المربع إلى دائرة لإقامة القبة عليها بواسطة طاقية مخوصة في أركان المربع، وتشبه هذه الطواقى إلى حد كبير مثيلاتها في القبة القديمة وقبة مسجد سنان باشا. ويعلو هذه الطواقى مقرنصات من أربع صفوف من المقرنصات، واستعمال الطواقى والمقرنصات معا في منطقة الانتقال لتحويل المربع إلى دائرة يعتبر من المميزات التي امتازت بها قبة الروبى دون غيرها من قباب مصر. كذلك تمتاز قبة الروبى باحتوائها على إيوانين متقابلين وإن كنا نجد هذه الظاهرة في قباب الإسكندرية وقباب فارسكور.